# Pterolophia lateralis
Pterolophia lateralis es una especie de escarabajo longicornio del género Pterolophia, subfamilia Lamiinae. Fue descrita científicamente por Gahan en 1894.
Se distribuye por China, India, Laos, Birmania y Vietnam. Posee una longitud corporal de 7-12 milímetros. El período de vuelo de esta especie ocurre en todos los meses del año, excepto en diciembre.
Parte de su alimentación se compone de plantas de la familia Moraceae.